# Cúp FA Hàn Quốc 1998
Cúp FA Hàn Quốc 1998, hay Cúp FA Sambo ChangeUp vì lý do tài trợ, là mùa giải thứ ba của Cúp FA Hàn Quốc.

## Kết quả

### Vòng Một
| Bucheon SK                                    | 5 – 1 | Housing & Commercial Bank |
| --------------------------------------------- | ----- | ------------------------- |
| Ivanov 32', 37', 45', 85' · Hwang In-Sung 90' |       | Choi Tae-Ho 9'            |

| Suwon Samsung Bluewings | 2 – 2 (h.p) | Đại học Hàn Quốc  |
| ----------------------- | ----------- | ----------------- |
| Mihai Drăguş            |             | ? · Son Dong-Hyun |
| Loạt sút luân lưu       |             |                   |
|                         | 4 – 2       |                   |

| Daejeon Citizen   | 1 – 0 | Đại học Yonsei |
| ----------------- | ----- | -------------- |
| Kim Seung-Han 72' |       |                |

| Ulsan Hyundai Horangi                                  | 3 – 2 | Hanil Bank                                |
| ------------------------------------------------------ | ----- | ----------------------------------------- |
| Kim Jong-Kun 1st half', 1st half' · Jung Jeong-Soo 67' |       | Jeong Young-Hyun 11' · Keum Deok-Yong 53' |

### Vòng 16 đội
| Cheonan Ilhwa Chunma                                            | 4 – 1 | Hallelujah          |
| --------------------------------------------------------------- | ----- | ------------------- |
| Jang Dae-Il 29', 36' · Lee Seok-Kyung 75' · Hwang Yeon-Seok 90' |       | Jeong Dong-Yeon 61' |

| Anyang LG Cheetahs      | 2 – 1 (h.p) | Sangmu         |
| ----------------------- | ----------- | -------------- |
| Baek Hyung-Jin 76', 98' |             | Cho Jin-Ho 52' |

| Chunnam Dragons | 1 – 0 | Đại học Dankook |
| --------------- | ----- | --------------- |
| Kim Ki-Seon 64' |       |                 |

| Pohang Steelers   | 1 – 1 (h.p) | Police |
| ----------------- | ----------- | ------ |
|                   |             |        |
| Loạt sút luân lưu |             |        |
|                   | 4 – 2       |        |

| Chonbuk Hyundai Dinos | 0 – 1 | Suwon Samsung Bluewings |
| --------------------- | ----- | ----------------------- |
|                       |       | Vitaliy 15'             |

| Pusan Daewoo Royals                         | 3 – 2 (h.p) | Daejeon Citizen                       |
| ------------------------------------------- | ----------- | ------------------------------------- |
| Myung Jin-Young 58', 103' · Lee Yong-Ha 84' |             | Choi Dong-Pil 44' · Kim Seung-Han 74' |

| Bucheon SK | 0 – 1 (h.p) | Đại học Dongguk   |
| ---------- | ----------- | ----------------- |
|            |             | Song Chan-Ho 104' |

| Ulsan Hyundai Horangi                  | 2 – 1 | Đại học Konkuk     |
| -------------------------------------- | ----- | ------------------ |
| Kim Jong-Kun 67' · Jang Hyung-Seok 71' |       | Hyun Young-Min 36' |

### Tứ kết
| Anyang LG Cheetahs                     | 2 – 1 (h.p) | Pusan Daewoo Royals |
| -------------------------------------- | ----------- | ------------------- |
| Jung Kwang-Min 30' · Kang Chun-Ho 118' |             | Kim Jae-Young 23'   |

| Cheonan Ilhwa Chunma | 1 – 1 (h.p) | Ulsan Hyundai Horangi |
| -------------------- | ----------- | --------------------- |
| Jang Dae-Il 70'      |             | Jung Jeong-Soo 72'    |
| Loạt sút luân lưu    |             |                       |
|                      | 3 – 4       |                       |

| Chunnam Dragons                                                         | 5 – 0 | Đại học Dongguk |
| ----------------------------------------------------------------------- | ----- | --------------- |
| Roh Sang-Rae 27' · Kim Do-Keun 41', 84' · Own goal 50' · Kim In-Wan 53' |       |                 |

| Pohang Steelers           | 2 – 0 | Suwon Samsung Bluewings |
| ------------------------- | ----- | ----------------------- |
| Baek Seung-Cheol 22', 40' |       |                         |

### Bán kết
| Anyang LG Cheetahs | 1 – 0 | Chunnam Dragons |
| ------------------ | ----- | --------------- |
| Jung Kwang-Min 49' |       |                 |

| Ulsan Hyundai Horangi               | 2 – 1 (h.p) | Pohang Steelers   |
| ----------------------------------- | ----------- | ----------------- |
| Kim Jong-Kun 82' · Seo Dong-Won 99' |             | Kim Myung-Gon 74' |

### Chung kết
| Anyang LG Cheetahs   | 2 – 1 | Ulsan Hyundai Horangi |
| -------------------- | ----- | --------------------- |
| Je Yong-Sam 65', 86' |       | Kim Jong-Kun 17'      |

| Cúp FA Hàn Quốc Đội vô địch 1998      |
| ------------------------------------- |
| Anyang LG Cheetahs Danh hiệu đầu tiên |

## Giải thưởng
- Cầu thủ xuất sắc nhất giải đấu: Kang Chun-Ho (Anyang LG Cheetahs)
- Vua phá lưới: Kim Jong-Kun (5 bàn) (Ulsan Hyundai Horangi)